# 绿枕靓唐纳雀
，是雀形目裸鼻雀科的一种鸟类。
绿枕靓唐纳雀体重约21克，翼长约70毫米，嘴峰长约13.2毫米，喙宽度约4.9毫米，喙厚度约4.8毫米，跗蹠长约18.5毫米，尾长约46毫米。绿枕靓唐纳雀在其分布区内为留鸟，其栖息在密集的高大树木组成的森林中，食性为草食性，主要食物来源是水果。
绿枕靓唐纳雀分布于巴拿马极东部和哥伦比亚的高原地区。该物种是单型物种，没有亚种分化。